# Цистин
Цистин (хім.) (3,3 '-дітіо-біс-2-амінопропіонова к-та, дицистеїн) — аліфатична сірковмісна амінокислота, безбарвні кристали, розчинні у воді.
Цистин — некодована амінокислота, що являє собою продукт окисної димеризації цистеїну, в ході якої дві тіольні групи цистеїну утворюють дисульфідний зв'язок цистину. Цистин містить дві аміногрупи й дві карбоксильні групи, та належить до двохосн́овних диамінокислот.
В організмі знаходяться в основному в складі білків.

## Біологічна роль

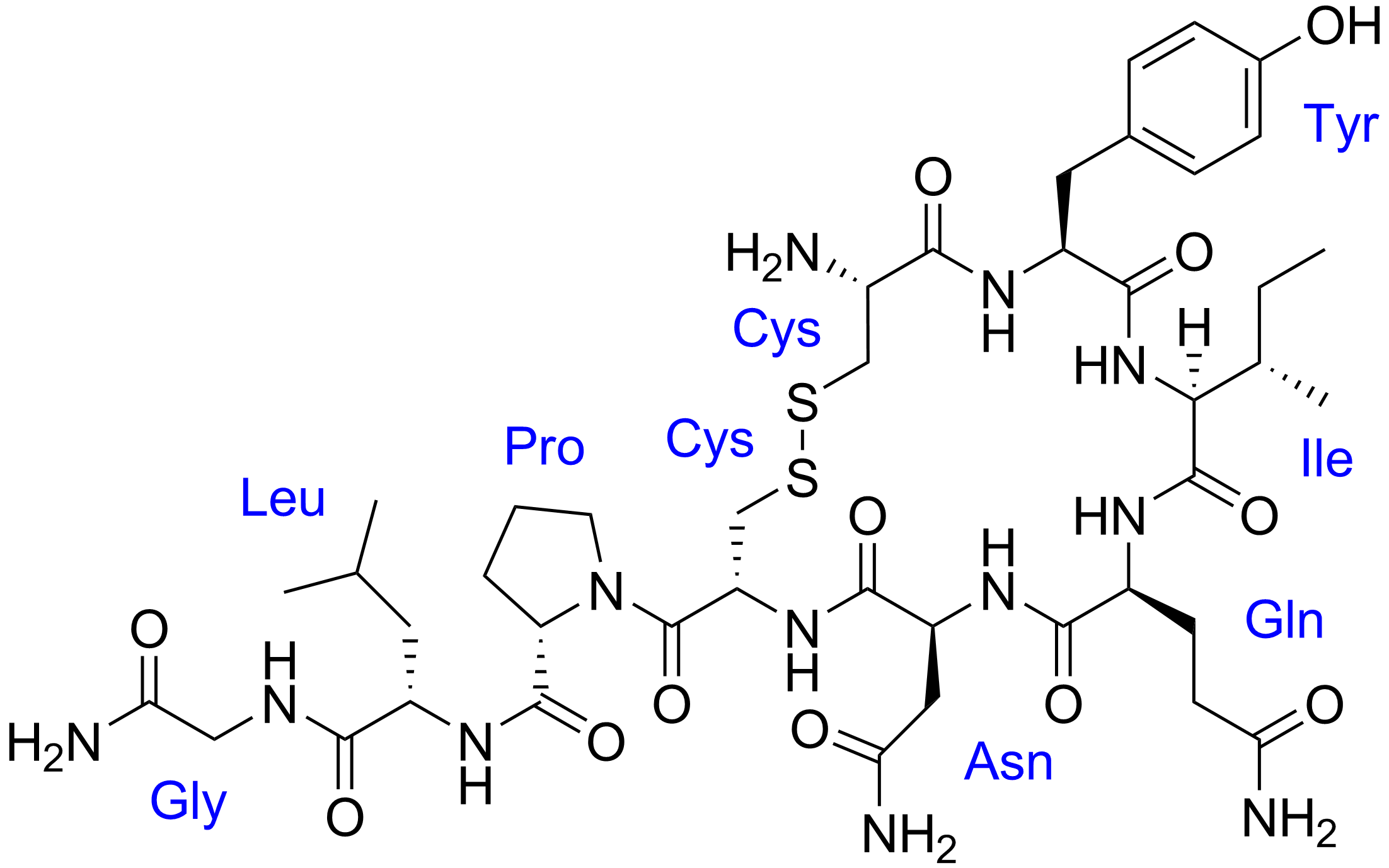
Структура окситоцину: пентапептидний цикл замикається внутрішньомолекулярним дисульфідним містком

Дисульфідні цистинові містки, утворені цистеїновими залишками в ході посттрансляційної модифікації білків, грають украй важливу роль у формуванні та підтримці третинної структури білків та пептидів і, відповідно , їх біологічної активності. Так, наприклад, такі гормони, як вазопресин, окситоцин та соматостатин набувають біологічну активність після утворення внутрішньомолекулярних дисульфідних містків, інсулін являє собою два пептидні ланцюги, з'єднані дисульфідними містками.
Утворення численних залишків цистину, що з'єднують дисульфідними зв'язками пептидні ланцюги в кератинах, обумовлює їх високу жорсткість, так, в кератині волосся вміст цистину (з цистеїном) складає ~ 18%.

## Виробництво і застосування
Проводять окисленням тіольних груп цистеїну в лужних розчинах (луг-каталізатор).
Є частиною лікарських препаратів. Світове виробництво — десятки тонн на рік.